# اسون اولریش
اسون اولرایش (انگلیسی: Sven Ulreich؛ زادهٔ ۳ اوت ۱۹۸۸) یک بازیکن فوتبال اهل آلمان است که در باشگاه فوتبال بایرن مونیخ در پست دروازه‌بان بازی می‌کند. 
از باشگاه‌هایی که در آن بازی کرده‌است می‌توان به اشتوتگارت، بایرن مونیخ و هامبورگ اشاره کرد.
وی در تیم‌های ملی فوتبال تیم ملی فوتبال آلمان بازی کرده‌است.
همچنین بخاطر اشتباه او در لیگ قهرمانان اروپا ۱۸–۲۰۱۷ ، باشگاه باشگاه فوتبال بایرن مونیخ نتوانست (مقابل رئال مادرید) به فینال این مسابقات راه پیدا کند.

## افتخارات

### باشگاهی

#### بایرن مونیخ
- بوندس‌لیگا (۸):  ۲۰۱۵–۱۶, ۲۰۱۶–۱۷, ۲۰۱۷–۱۸, ۲۰۱۸–۱۹, ۲۰۱۹–۲۰, ۲۰۲۱–۲۲, ۲۰۲۲–۲۳, ۲۰۲۴–۲۵
- جام حذفی فوتبال آلمان (۳): ۲۰۱۵-۱۶، ۲۰۱۸-۱۹، ۲۰۱۹-۲۰
- سوپر جام فوتبال آلمان (۵): ۲۰۱۶، ۲۰۱۷، ۲۰۱۸، ۲۰۲۱، ۲۰۲۲
- لیگ قهرمانان اروپا (۱): ۲۰۱۹-۲۰
- سوپرجام اروپا (۱): ۲۰۲۰